# Sommarkungsljus
Sommarkungsljus (Verbascum blattaria) är en flenörtsväxtart som beskrevs av Carl von Linné. Sommarkungsljus ingår i släktet kungsljus, och familjen flenörtsväxter. Inga underarter finns listade i Catalogue of Life.